# Punta Aguado
La punta Aguado (en inglés: Nattriss Point) es una punta rocosa que forma el extremo oriental de la Isla Saunders en las Islas Sandwich del Sur. La Dirección de Sistemas de Información Geográfica de la provincia de Tierra del Fuego cita la punta en las coordenadas 57°43′53″S 26°17′31″O / -57.73139, -26.29194.
Esta punta cierra la bahía Cordelia por el sur, y en la misma se ubica uno de los puntos que determinan las líneas de base de la República Argentina, a partir de las cuales se miden los espacios marítimos que rodean al archipiélago.

## Historia
Fue trazada en 1819 por una expedición rusa bajo Fabian Gottlieb von Bellingshausen, luego en 1930 por personal de Investigaciones Discovery en el Discovery II y nombrado por ellos por E. A. Nattriss, oficial del envío del Comité Discovery.
La isla nunca fue habitada ni ocupada, y es reclamada por el Reino Unido como parte del territorio británico de ultramar de las Islas Georgias del Sur y Sandwich del Sur y por la República Argentina, que la hace parte del departamento Islas del Atlántico Sur dentro de la provincia de Tierra del Fuego, Antártida e Islas del Atlántico Sur.